# 今日和老
今日 和老（きょう かずろう）は、日本の漫画家。

## 来歴
『ひめドル!!』連載前は美容師をしていた。
第18回（2008年12月期）JUMPトレジャー新人漫画賞（審査員：久保帯人）にて、「ガチ!コン」で最終候補。『少年ジャンプNEXT!』（集英社）2011 WINTERに掲載された「ソラ☆ソラ」でデビュー。
『週刊少年ジャンプ』（集英社）2012年39号に、第8回ジャンプ金未来杯参加作として、「放課後☆アイドル」を掲載、グランプリを獲得する。「放課後☆アイドル」を前身として『週刊少年ジャンプ』2013年36号から52号まで「ひめドル!!」を初連載。

## 作品リスト

### 連載
- ひめドル!!（『週刊少年ジャンプ』2013年36号 - 52号） - 『放課後☆アイドル』の連載版。
- ファイアーエムブレム エンゲージ（協力：任天堂・インテリジェントシステムズ、『最強ジャンプ』2023年3月号〈プロローグ漫画〉[4]、2023年4月号[4] - 、『少年ジャンプ+』2023年3月3日[5] - ）

### 読み切り
- ソラ☆ソラ（『少年ジャンプNEXT!』2011 WINTER） - デビュー作。
- 放課後☆アイドル（『週刊少年ジャンプ』2012年39号） - 第7回金未来杯参加・優勝作品。
- DEAD-end-HOST（『少年ジャンプNEXT!!』2015 vol.2）
- -幻想古事記伝-（『ジャンプGIGA』2016 vol.1）

### 書籍
- 『ひめドル!!』、集英社〈ジャンプ コミックス〉2014年、全2巻
- 『ファイアーエムブレム エンゲージ』、協力：任天堂・インテリジェントシステムズ、集英社〈ジャンプ コミックス〉2023年 - 、既刊5巻（2025年6月4日現在）

## 関連人物
師匠
- 天野明[6]